# Goos
Goos település Franciaországban, Landes megyében. Lakosainak száma 530 fő (2022. január 1.). Goos Gamarde-les-Bains, Hinx, Préchacq-les-Bains és Téthieu községekkel határos.

## Népesség
A település népességének változása:
| Lakosok száma | 377  | 361  | 437  | 502  | 536  | 527  | 519  | 517  | 528  | 530  |
|               | 1968 | 1982 | 1990 | 2006 | 2013 | 2015 | 2017 | 2019 | 2020 | 2022 |